# Eugene Walter
Eugene Walter (1921 – 21. marts 1998) var en amerikansk manuskriptforfatter, digter, skuespiller, kok, oversætter, redaktør og kostumedesigner.

## Biografi
Walter blev født og opvokset i byen Mobile i Alabama, som han betegnede som "et særskilt kongerige". Walter og Truman Capote blev kendt i Mobile som børn på grund af deres mange forskellige aktiviteter inden for kunsten. 
Under 2. verdenskrig, tilbragte Walter tre år i Alaska. Han flyttede i 1950'erne til Paris, hvor han blandt andet var med til at lancere Paris Review.
Han døde den 29. marts 1998 af leverkræft ved University of South Alabama Medical Center.